# 長社公主
长社公主（?—?），东汉蠡吾侯刘翼之女，汉桓帝之妹，封为长社公主。长社公主嫁给了耿援。耿援是开国功臣耿弇之弟耿霸的玄孙，为河东太守。后曹操因耿纪诛杀耿氏，只有耿援之孙耿弘活下来。